# Ștefan Mardare
Ștefan Adrian Mardare (* 3. Dezember 1987 in Bacău) ist ein rumänischer Fußballspieler. Der Innenverteidiger spielt in einheimischen Ligen.

## Karriere
Zu Beginn der Saison 2005/06 kam Mardare in den Kader der ersten Mannschaft seines Heimatvereins FCM Bacău, wo er am 22. April 2006 zu seinem ersten Einsatz in der höchsten rumänischen Spielklasse, der Divizia A (heute Liga 1), kam. Nach Saisonende wechselte er zum Ligakonkurrenten FC Vaslui, wo er sich im Laufe der Saison 2006/07 zum Stammspieler entwickeln konnte. In der folgenden Spielzeit gelang ihm die Qualifikation zum UI-Cup.
Im Sommer 2008 verließ Mardare Vaslui und wechselte zu Rapid Bukarest. Bei Rapid konnte er sich nicht als Stammspieler durchsetzen und kam nur unregelmäßig zum Einsatz. Parallel dazu konnte der Verein nicht an frühere Erfolge anknüpfen und fiel ins Mittelfeld der Liga 1 zurück. Nachdem er in der Hinrunde 2010/11 nicht zum Einsatz gekommen war, wechselte er in der Winterpause zum amtierenden ungarischen Meister Debreceni Vasutas SC. Im Sommer 2012 kehrte nach Rumänien zurück, wo ihn Oțelul Galați unter Vertrag nahm. Ein halbes Jahr später kehrte er zu Rapid Bukarest zurück. Nachdem der Verein im Sommer 2013 in die Liga II absteigen musste, heuerte er bei der zweiten Mannschaft von Dinamo Bukarest an. Im Februar 2014 verpflichtete ihn Zweitligist UTA Arad, mit dem er am Saisonende absteigen musste. Anschließend wechselte er zu CS Național Sebiș in die Liga III. Im Sommer 2015 schloss er sich dem Ligakonkurrenten FC Hunedoara an. Im Sommer 2016 heuerte er dort bei Unirea Alba Iulia an. Anfang 2017 verpflichtete ihn Zweitligist FC Dunărea Călărași. Im Jahr darauf bei Rsita unter Vertrag, spielt Mardare seit 2019 wieder für Alba Iulia.